# Robert Duncan McNeill
Robert Duncan McNeill (Raleigh (North Carolina), 9 november 1964) is een Amerikaans acteur, producent, filmregisseur en televisieregisseur. Hij is gehuwd met Carol Seder en ze hebben samen drie kinderen.
McNeill had verschillende gastrollen in televisieseries. In 1992 had hij een gastrol in de sciencefictionserie Star Trek: The Next Generation als squadronleider Nicholas Locarno. Drie jaar later begon hij aan zijn hoofdrol in Star Trek: Voyager als luitenant Tom Paris, een rol die hij zeven jaar speelde tot de serie er in 2001 mee ophield. Hij regisseerde ook vier afleveringen van deze televisieserie, wat de start betekende van zijn carrière als regisseur. Hij regisseerde onder meer aflevering van televisieshows zoals Dawson's Creek, Star Trek: Enterprise, Supernatural en Desperate Housewives. Vanaf 2008 werd hij regisseur en producent van de televisieserie Chuck. Hij won twee onderscheidingen voor kortfilms die hij maakte.